# دیوگو دی فریتاس دو آمارال
دیوگو دی فریتاس دو آمارال (پرتغالی: Diogo de Freitas do Amaral؛ زادهٔ ۲۱ ژوئیهٔ ۱۹۴۱ – درگذشته ۳ اکتبر ۲۰۱۹) یک سیاست‌مدار اهل پرتغال بود.